# Titoli scacchistici

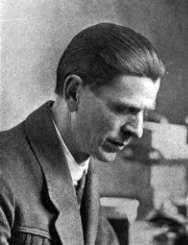
Géza Maróczy, uno dei primi 27 giocatori a ricevere il titolo FIDE di Grande Maestro nel 1950.

I titoli scacchistici sono attribuiti dalla FIDE agli scacchisti che hanno conseguito dei particolari risultati. Questi sono in genere il raggiungimento di un determinato punteggio Elo e l'ottenere delle buone prestazioni in tornei tra i cui partecipanti vi siano giocatori già in possesso del titolo (ottenendo così le norme, tappe intermedie necessarie per la concessione definitiva del titolo). La vittoria o un alto piazzamento in determinati tornei (come i Mondiali giovanili) possono garantire automaticamente (cioè senza la necessità di essere in possesso degli altri requisiti) il titolo: ad esempio il vincitore del Mondiale juniores diventa automaticamente Grande maestro.
Una volta concessi, i titoli durano per tutta la vita, e non possono essere ritirati salvo gravi violazioni regolamentari. I titoli aperti sia ai giocatori che alle giocatrici vengono definiti "assoluti", esistono titoli riservati alle donne, con requisiti minori rispetto a quelli "open". Alcune giocatrici sono in possesso sia dei titoli femminili ("grande maestro femminile", "maestro internazionale femminile", ecc), che di quelli assoluti.
Vi sono anche titoli riservati agli scacchi per corrispondenza, alla composizione scacchistica (composizione o soluzione di problemi e/o studi) e agli arbitri.

## Gioco a tavolino

### Titoli assoluti

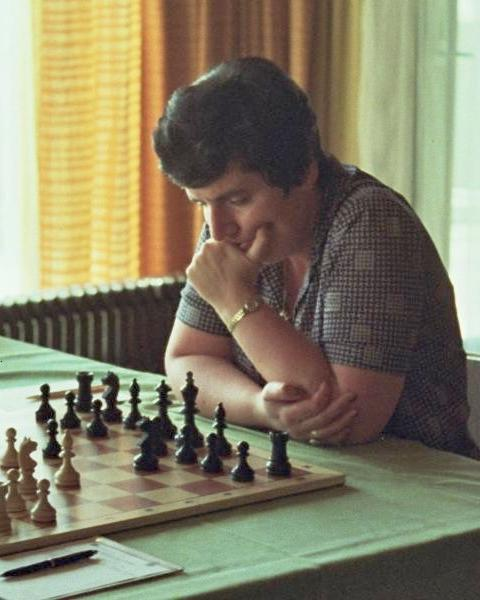
Nona Gaprindashvili, prima donna a ricevere il titolo di Grande Maestro assoluto (1977).

- Grande maestro: è il titolo più alto che può essere raggiunto da uno scacchista. Assegnato per la prima volta dalla FIDE nel 1950 a 27 giocatori, richiede di aver raggiunto un punteggio di almeno 2500 punti Elo e il conseguimento di almeno due norme del contenuto totale di almeno 27 partite. La campionessa del mondo femminile, il campione del mondo juniores e il campione del mondo seniores ottengono automaticamente il titolo. È generalmente abbreviato con GM o GMI.

- Maestro internazionale: è stato istituito nel 1950 (fu assegnato a 94 giocatori), ed è assegnato a chi abbia raggiunto i 2400 punti Elo e abbia conseguito almeno due norme del contenuto totale di almeno 27 partite, nonché ai giocatori che si qualificano per la Coppa del mondo o raggiungano la finale del campionato del mondo femminile. È generalmente abbreviato con MI (in italiano) o IM (dall'inglese International Master).

- Maestro FIDE: è stato istituito nel 1978, e richiede il raggiungimento di 2300 punti Elo. È abbreviato in MF o FM (dall'inglese FIDE Master).

- Candidato maestro FIDE: richiede il raggiungimento della soglia di 2200 punti Elo. È abbreviato in CMF, CM o CF.

### Titoli femminili
- Grande maestro femminile: creato nel 1977,[2] è il più alto titolo femminile. Richiede il raggiungimento dei 2300 punti Elo (come per i Maestri FIDE) ma anche il conseguimento di due norme; può inoltre essere raggiunto raggiungendo le prime otto posizioni del campionato del mondo femminile o vincendo il campionato juniores femminile o il campionato seniores femminile. È abbreviato in GMF (in italiano) o in WGM (dall'inglese Woman Grandmaster).
- Maestro internazionale femminile: fu il primo titolo femminile ad essere istituito, nel 1950, quando fu assegnato a 17 giocatrici; richiede 2200 punti Elo e due norme; è assegnato anche a chi ottiene il secondo o il terzo posto nel campionato juniores femminile. È abbreviato in MIF o WIM (dall'inglese Woman International Master).
- Maestro FIDE femminile: richiede il raggiungimento dei 2100 punti Elo; è assegnato anche a chi raggiunge la seconda o la terza posizione nel campionato del mondo femminile under-18. È abbreviato in MFF o WFM (dall'inglese Woman FIDE Master).
- Candidato maestro FIDE femminile: richiede il raggiungimento dei 2000 punti Elo. È abbreviato in CMF o WCM (dall'inglese Woman Candidate Master).

## Gioco per corrispondenza
Nel gioco per corrispondenza, i titoli (assegnati dall'International Correspondence Chess Federation) sono quelli di grande maestro per corrispondenza, Senior International Master e di maestro internazionale. I titoli sono registrati e riconosciuti presso la FIDE .

## Titoli per la composizione
La FIDE, tramite la WFCC (World Federation for Chess Composition) attribuisce vari titoli per la composizione e la soluzione di studi e di problemi.

## Altri titoli riconosciuti dalla FIDE
- Arbitro internazionale, spesso abbreviato in IA (dall'inglese International Arbiter).
- FIDE Senior Trainer: il titolo più alto per gli allenatori.
- FIDE International Trainer: Allenatore Internazionale FIDE.
- FIDE Trainer: Allenatore FIDE.

## Titoli nazionali
Alcune Federazioni scacchistiche attribuiscono ai propri giocatori il titolo di Maestro Nazionale, talvolta abbreviato in MN o in NM (dall'inglese National Master). Ciascuna Federazione è libera di stabilire i propri criteri e le eventuali norme necessarie per l'attribuzione del titolo, che non è riconosciuto dalla FIDE e richiede spesso un livello di gioco simile a quello di un Candidato Maestro FIDE (ovvero il raggiungimento di 2200 punti Elo). 
Tra le federazioni associate alla FIDE che attribuiscono il titolo di Maestro Nazionale vi sono quelle degli USA, del Canada, dell'Inghilterra, della Russia, dell'Australia, della Nuova Zelanda e dell'Italia. Altre nazioni hanno cessato di attribuire il titolo di Maestro Nazionale dopo l'istituzione da parte della FIDE del titolo di Maestro FIDE e di quello di Candidato Maestro FIDE. 
Diverse federazioni attribuiscono inoltre il titolo di Candidato Maestro Nazionale (CMN, CNM o CN), usualmente necessario per l'ottenimento del titolo di Maestro, e suddividono gli altri giocatori in varie categorie in base al massimo punteggio Elo ottenuto nei tornei ufficiali da esse partocinati.